# Carlos Mercenario
Carlos Mercenario (Carlos Mercenario Carbajal; * 23. Mai 1967 in Mexiko-Stadt) ist ein ehemaliger mexikanischer Geher.
1984 gewann er bei den Panamerikanischen Juniorenmeisterschaften im 10-Kilometer-Gehen und konnte diesen Titel 1986 erfolgreich verteidigen. Bei den Juniorenweltmeisterschaften 1986 belegte er den siebten Platz. 1987 trat er international erstmals in der Erwachsenenklasse an und gewann auf der 20-Kilometer-Strecke auf Anhieb den Geher-Weltcup und den Titel bei den Panamerikanischen Spielen in Indianapolis. Dort siegten mit María Colín über 10.000 m, Mercenario über 20 Kilometer und Martín Bermúdez über 50 Kilometer auf allen Gehstrecken Athleten aus Mexiko. Bei den Weltmeisterschaften in Rom wurde Mercenario disqualifiziert. Im Jahr darauf belegte er bei den Olympischen Spielen 1988 in Seoul den siebten Platz über 20 Kilometer.
1990 gab Mercenario sein Debüt auf der 50-Kilometer-Strecke und erreichte in 3:50:10 Stunden gleich eine Weltklassezeit. Im darauffolgenden Jahr siegte er auf der langen Strecke beim Geher-Weltcup und bei den Panamerikanischen Spielen in Havanna. Im Geher-Weltcup war Mercenario damit der erste Geher überhaupt, der sowohl über 20 km als auch über 50 km einen Weltcup-Sieg erreichte. Bei den Weltmeisterschaften in Tokio trat er über 20 Kilometer an und belegte den zwölften Platz. Im Jahr darauf startete er beim Saisonhöhepunkt über 50 km: Bei den Olympischen Spielen 1992 in Barcelona siegte Andrei Perlow mit fast zwei Minuten Vorsprung vor Mercenario, der seinerseits über anderthalb Minuten Vorsprung auf den drittplatzierten Ronald Weigel hatte. 
1993 gelang Mercenario nach 1987 über 20 Kilometer und 1991 über 50 Kilometer sein dritter Sieg beim Weltcup, als er erneut über 50 Kilometer gewann. Bei den Weltmeisterschaften in Stuttgart belegte er auf der langen Strecke den achten Platz. 1995 verteidigte er bei den Panamerikanischen Spielen in Mar del Plata seinen Titel, wurde Achter beim Weltcup und Zwölfter bei den Weltmeisterschaften in Göteborg. Vier Jahre später wurde er bei den Panamerikanischen Spielen 1999 in Winnipeg hinter seinem Landsmann Joel Sánchez Zweiter und gewann damit zum vierten Mal hintereinander eine Medaille bei Panamerikanischen Spielen.
Carlos Mercenario ist 1,75 m groß und wog in seiner aktiven Zeit 63 kg. Er wurde von Jerzy Hausleber trainiert.

## Bestzeiten
- 20 km Gehen: 1:19:24 h, 3. Mai 1987, New York City
- 50 km Gehen: 3:42:03 h, 2. Juni 1991, San José